# Sexangularia
Die Sexangularia sind eine Gattung einzelliger, beschalter Amöben und gehört zur Familie der Difflugiidae. Die Gattung enthält drei Arten.

## Merkmale
Die Vertreter der Sexangularia sind mit 10 bis 70 Mikrometern Durchmesser relativ klein. Das Gehäuse besteht aus einer organischen Substanz, nur vereinzelt sind mineralische Partikel eingebunden. Im Querschnitt ist das Gehäuse vieleckig, meist sechseckig. Der Zellkern gehört zum vesikularen Typ, enthält also nur ein Kernkörperchen.

## Vorkommen
Sexangularia finden sich an Süßwasserpflanzen und in Torfmoosen.

## Systematik
Die Gattung wurde 1906 von Sergej Awerintzew erstbeschrieben, Typusart ist Sexangularia minutissima. Sexangularia umfasst drei Arten, darunter:
- Sexangularia minutissima
- Sexangularia polyedra

## Nachweise
1. 1 2 3  Ralf Meisterfeld: Arcellinida, In: John J. Lee, G. F. Leedale, P. Bradbury (Hrsg.): An Illustrated Guide to the Protozoa. Band 2. Allen, Lawrence 2000, ISBN 1-891276-23-9, S. 827–860 (englisch).